# Pseudopachylus
Genre
Synonymes
- Caporiacoius Mello-Leitão, 1936
- Monticola Soares, 1944 nec Boie, 1822
- Monticolina Soares, 1944

Pseudopachylus est un genre d'opilions laniatores de la famille des Cryptogeobiidae.

## Distribution
Les espèces de ce genre sont endémiques du Brésil. Elles se rencontrent dans les États de Rio de Janeiro, de São Paulo et du Paraná.

## Liste des espèces
Selon World Catalogue of Opiliones (13/08/2021) :
- Pseudopachylus alticolus (Soares, 1945)
- Pseudopachylus eximius (Mello-Leitão, 1936)
- Pseudopachylus longipes Roewer, 1912
- Pseudopachylus martensi Kury, 2006
- Pseudopachylus nigripes (Mello-Leitão, 1932)

## Publication originale
- Roewer, 1912 : « Die Familien der Assamiiden und Phalangodiden der Opiliones-Laniatores. (= Assamiden, Dampetriden, Phalangodiden, Epedaniden, Biantiden, Zalmoxiden, Samoiden, Palpipediden anderer Autoren). » Archiv für Naturgeschichte, sér. A, vol. 78, no 3, p. 1–242 (texte intégral).